# Bertil Berg
Bertil Berg (Stockholm, 19 december 1910 – Norrköping, 25 januari 1989) was een Zweeds waterpolospeler.
Bertil Berg nam als waterpoloër eenmaal deel aan de Olympische Spelen; in 1936. In 1936 maakte hij deel uit van het Zweedse team dat als zevende eindigde. Hij speelde alle zeven wedstrijden.
Berg speelde voor de club SoIK Hellas.
Göte Andersson · 
Bertil Berg · 
Erik Holm · 
Tore Lindzén · 
Tore Ljungqvist · 
Åke Nauman · 
Gösta Persson · 
Sven-Pelle Pettersson · 
Runar Sandström · 
Georg Svensson